# Jaime López Salazar
Jaime López Salazar (* 20. April 1949 in Guadalajara, Jalisco; † 27. Juni 1974 ebenda) war ein mexikanischer Fußballspieler auf der Position des Innenverteidigers.

## Leben
Erstmals in der Saison 1968/69 gelang López der Sprung in die erste Mannschaft seines Heimatvereins Chivas Guadalajara, mit dem er in der darauffolgenden Saison 1969/70 sowohl die mexikanische Meisterschaft als auch den Pokalwettbewerb gewann.
Jaime López spielte zeitlebens ausschließlich für Chivas und starb im Alter von nur 25 Jahren, nachdem er in einen Schusswechsel geraten und dabei von zehn Kugeln getroffen worden war.

## Erfolge
- Mexikanischer Meister: 1969/70
- Mexikanischer Pokalsieger: 1969/70